# Bretteville-Saint-Laurent
Bretteville-Saint-Laurent är en kommun i departementet Seine-Maritime i regionen Normandie i norra Frankrike. Kommunen ligger i kantonen Doudeville som tillhör arrondissementet Rouen. År 2022 hade Bretteville-Saint-Laurent 164 invånare.

## Befolkningsutveckling
Antalet invånare i kommunen Bretteville-Saint-Laurent
| Referens: INSEE |